# Sound of Silence (canción de Dami Im)
«Sound of Silence» —en español: «El sonido del silencio»— es una canción compuesta por Anthony Egizii y David Musumeci, e interpretada en inglés por Dami Im. La canción ganó el Premio Marcel Bezençon en la categoría de compositores. Fue elegida para representar a Australia en el Festival de la Canción de Eurovisión de 2016 mediante una elección interna. Además, fue filtrada el 10 de marzo de 2016, un día antes de su fecha de lanzamiento inicial.

## Festival de Eurovisión

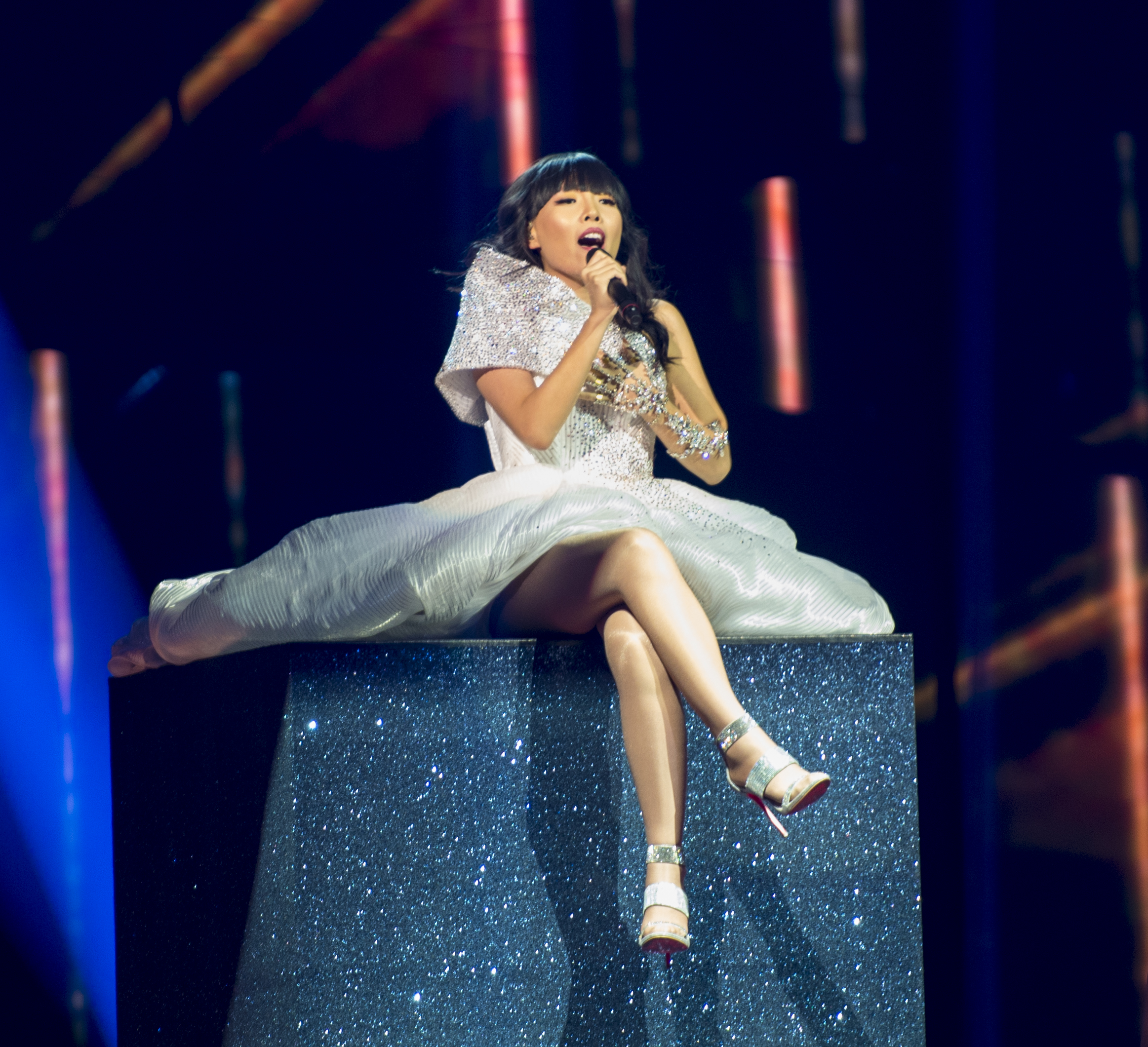
Dami Im interpretando la canción durante el Festival de la Canción de Eurovisión 2016.

### Elección interna
Dami Im fue anunciada como la artista representante de Australia en el Festival de la Canción de Eurovisión 2016 el 3 de marzo de 2016. Esto lo anunció la ganadora del Festival de 2014, Conchita Wurst, durante un concierto de la Orquesta Sinfónica de Sídney, Conchita: From Vienna with Love, en la Ópera de Sídney. Como agradecimiento de su selección como representante, Im declaró: «Estoy muy emocionada y honrada de representar a Australia en Eurovisión este año en Estocolmo. Estoy realmente emocionada de estar siguiendo los pasos de Guy Sebastian y Jessica Mauboy quienes han honrado el escenario de Eurovisión antes de mí. Creo de verdad que al público australiano y los fanes de Eurovisión de todo el mundo les va a encantar la canción que voy a interpretar en Suecia. ¡No puedo esperar a mostrárselo al mundo y representar a Australia con lo mejor de mi habilidad!»

La primera vez que escuché «Sound of silence» supe que era la canción perfecta para mí a interpretar en el Festival de la Canción de Eurovisión. Hay muchas maneras de interpretar el significado sobre una canción, pero un tema con el que relaciono a «Sound of silence» es la de la desconexión y el estar lejos de la gente de mi vida a la que quiero. Vivimos en un mundo donde es fácil estar conectado cada minuto del día pero a lo largo de esta conexión te puedes sentir solo y aislado. No puedo esperar a interpretarla en vivo en Estocolmo y a conectar con toda una nueva audiencia.
Dami Im sobre «Sound of silence»

### Festival de la Canción de Eurovisión 2016
Esta canción fue la representación australiana en el Festival de la Canción de Eurovisión 2016.
El 25 de enero de 2016, se organizó un sorteo de asignación en el que se colocaba a cada país en una de las dos semifinales, además de decidir en qué mitad del certamen actuarían.
Así, la canción fue interpretada en décimo lugar durante la segunda semifinal, celebrada el 12 de mayo de ese año, precedida por Lituania con Donny Montell interpretando «I've been waiting for this night» y seguida por Eslovenia con ManuElla interpretando «Blue and red». Durante la emisión del certamen, la canción fue anunciada entre los diez temas elegidos para pasar a la final, y por lo tanto cualificó para competir en esta. La canción había quedado en primer puesto de 18 con 330 puntos.
Días más tarde, durante la final celebrada el 14 de mayo de 2016, la canción fue interpretada en decimotercer lugar, precedida por Polonia con Michał Szpak interpretando «Color of your life» y seguida por Chipre con Minus One interpretando «Alter Ego». Finalmente, la canción quedó en segundo puesto con 511 puntos.

## Promoción
Antes del Festival de Eurovisión, Dami Im hizo varias apariciones alrededor de Australia para promover la canción «Sound of silence» como la representación australiana de Eurovisión y a su vez para promover su álbum Classic Carpenters, que se lanzó el 22 de abril de 2016. El 1 de abril, interpretó la canción en vivo por primera vez durante el Streat Vibes Music Festival en el centro comercial Watergardens Town Centre, en Logalholme y enMelbourne. El 12 de abril, Dami Im la interpretó durante el Tour Mundial de Salesforce en Melbourne. El 23 de abril, interpretó la canción de nuevo en el Hyperdome Home Centre en Loganholme y en el Warner Bros. Movie World en Gold Coast. El 28 de abril, la interpretó en Westfield Parramatta en Sídney.

## Formatos
| Descarga digital |                    |          |  |
| N.º              | Título             | Duración |  |
| 1.               | «Sound of silence» | 3:15     |  |

| Edición corta |                    |          |  |
| N.º           | Título             | Duración |  |
| 1.            | «Sound of silence» | 3:04     |  |

| Remixes |                                               |          |  |
| N.º     | Título                                        | Duración |  |
| 1.      | «Sound of silence» (Club Mix de 7th Heaven)   | 7:57     |  |
| 2.      | «Sound of silence» (Radio Edit de 7th Heaven) | 4:18     |  |

Otras versiones (sencillos promocionales de Sony)
- Club Mix de Glamstarr – 6:26
- Radio Edit de Glamstarr – 3:49
- Instrumental de Glamstarr – 6:26

## Posicionamiento en listas
| País         | Lista                   | Mejor posición |      |
| 2016         | 2016                    | 2016           | 2016 |
| ------------ | ----------------------- | -------------- | ---- |
| Australia    | ARIA                    | 5              |      |
| Austria      | Ö3 Austria Top 40       | 39             |      |
| Bélgica      | Ultratop Flanders       | 10             |      |
| Finlandia    | Suomen virallinen lista | 11             |      |
| Francia      | SNEP                    | 69             |      |
| Alemania     | Official German Charts  | 57             |      |
| Países Bajos | Single Top 100          | 100            |      |
| Escocia      | Official Charts Company | 53             |      |
| España       | PROMUSICAE              | 37             |      |
| Suecia       | Sverigetopplistan       | 17             |      |
| Suiza        | Schweizer Hitparade     | 55             |      |
| Reino Unido  | UK Singles Chart        | 160            |      |

### Certificaciones
| País      | Organismo certificador | Certificación | Simbolización | Ref.   |
| --------- | ---------------------- | ------------- | ------------- | ------ |
| Australia | ARIA                   | Oro           | ●             | [ 28 ] |